# Torino F.C.
Torino Football Club er en italiensk fodboldklub fra Torino. Torino FC spiller i Serie A, som er den bedste italienske række. Klubben spiller sine hjemmekampe på Stadio Olimpico Grande Torino. Gennem tiderne har klubben vundet syv mesterskaber og fem pokaltitler.   

## Historie
Den oprindelige klub blev stiftet i 1890 under navnet Internazionale Torino, og skiftede senere navn til FC Torino i 1906. Klubben vandt det første af sine syv ligamesterskaber i 1928, efter at være blevet nægtet mesterskabet på grund af påståede regelbrud sæsonen inden. Torinos storhedstid var i perioden lige efter 2. verdenskrig, da klubben vandt fire mesterskaber i træk anført af sin superstjerne og anfører Valentino Mazzola. "Grande Torino", som holdet fra denne periode kaldes, anses for at være et af Italiens bedste hold gennem tiderne, og udgjorde grundstammen på det italienske landshold. 
Grande Torinos dominans endte brat den 4. maj 1949, da holdet med fly var på vej hjem fra en opvisningskamp i Portugal.  Flyet styrtede ned nær Torino, og samtlige ombordværende blev dræbt. Eneste overlevende fra holdet var forsvarsspilleren Sauro Tomà, der på grund af en knæskade var blevet hjemme. I 1948-49-sæsonens fire sidste kampe måtte Torino stille med et juniorhold, og som et tegn på respekt gjorde modstanderne det samme. Grande Torino vandt sit sidste ligamesterskab posthumt i 1949. Efter ulykken har klubben aldrig nået den samme succes. Mindet om Grande Torino er fortsat en bærende del af klubbens kultur. 
I 1970 fik Torino sit hidtil sidste mesterskab, da man i 1976 vandt titlen foran rivalerne Juventus F.C. Holdet var ført an af angriberne Paolo Pulici og Francesco Graziani, der scorede henholdsvis 21 og 15 mål.
Torino nåede til finalen i UEFA-cuppen i 1991/92, men tabte denne over to kampe mod Ajax. Siden gik det ned ad bakke, og klubben oplevede sine hidtil dårligste årtier.
Torino Calcio opnåede en andenplads i Serie B sæsonen 2004/05, og sikrede sig oprykning til Serie A. Klubben blev imidlertid nægtet oprykning af økonomiske årsager, hvorefter klubben gik konkurs. Der blev herefter stiftet en ny klub, der overtog den gamle klubs historie og plads i ligaen. Det italienske fodboldforbund tillader, at en nystiftet klub kan overtage sin forgængers plads i ligaen, og dermed slap Torino FC for at begynde på ny nederst i divisionssystemet. 
Siden er det atter blevet bedre tider for Torino, selvom man er langt fra at kunne matche Grande Torino og mesterholdet fra 1976. klubben ser ud til at have etableret sig som et solidt midterhold i Serie A, men deres historie gennem 00'erne og 10'errne viser, at det hurtigt kan vende.

## Stadion
I starten spillede Torino på flere forskellige stadions, og først i 1926 fik man sit første virkelige hjem, da man rykkede ind på det nybyggede Stadio Filadelfia i byens Lingottokvarter ikke så langt fra Fiatfabrikkerne. Man spillede på Filadelfia frem til 1963, hvor man flyttede til Stadio Communale kun få boligblokke mod nordvest. Her havde Juventus spillet siden 1933.
Op til VM i 1990 blev der bygget og renoveret en masse stadions i Italien. Et af de nye var Stadio delle Alpi, hvor både Torino og Juventus flyttede ind i 1990. Det nye stadion var dog ingen succes. Fansene sad langt fra banen, og der manglede ofte stemning. I 2006 flyttede begge klubber tilbage til Stadio Communale, der efter vinter-OL i 2006 var blevet omdøbt til Stadio Olimpico. I 2011 flyttede Juventus til deres nye Juventus Stadium, og Torino skulle nu for første gang siden 1963 ikke dele hjemmebane med rivalerne. I 2016 blev stadion omdøbt til Stadio Olimpico Grande Torino.

## Kendte tidligere spillere
- Silvio Piola
- Valentino Mazzola
- Enzo Bearzot
- Giorgio Ferrini
- Denis Law
- Francesco Graziani
- Júnior
- Enzo Scifo
- Enzo Francescoli
- Rafael Martín Vázquez
- Gianluigi Lentini
- Christian Vieri
- Andrea Silenzi
- Paolo Pulici
- Cristiano Lucarelli
- Joe Hart

## Meritter
- Serie A – 7 mesterskaber
  - 1928, 1942/43, 1945/46, 1946/47, 1947/48, 1948/49, 1975/76.

- Coppa Italia – 5 mesterskaber
  - 1935/36, 1942/43, 1967/68, 1970/71, 1992/93.
  - Tabende finalist: 9 gange.

- UEFA-cupen
  - Tabende finalist i 1991/92.